# Bratten
Bratten is een plaats in de gemeente Lycksele in het landschap Lapland en de provincie Västerbottens län in Zweden. De plaats heeft 110 inwoners (2005) en een oppervlakte van 26 hectare. De plaats wordt omsloten door naaldbos.